# The Amazing Spider-Man (televisieserie)
The Amazing Spider-Man is een televisieserie uit 1977 gebaseerd op de Marvel Comics superheld Spider-Man. De serie was de eerste live-actionserie gebaseerd op de strip. De serie bestond uit 15 afleveringen.

## Geschiedenis
De serie werd uitgezonden op de televisiezender CBS samen met andere live-actionseries gebaseerd op de stripfiguren: Incredible Hulk, Wonder Woman, Captain America en Dr. Strange. The Amazing Spider-Man serie werd op zich goed bekeken, maar CBS werd er een beetje flauw van bekend te staan als het "superheldennetwerk". Bovendien waren veel fans van de strips erg kritisch over de verschillen tussen de verhalen uit de strips en uit de serie, en het feit dat er geen superschurken in voorkwamen. De enige personages naast Peter Parker, die regelmatig in de serie verschenen waren J. Jonah Jameson en Tante May. Ook Stan Lee, de bedenker van Spider-Man, was niet tevreden over de serie.
De eerste aflevering van de serie werd gemaakt als televisiefilm. Deze verscheen in sommige landen, waaronder Frankrijk, zelfs in de bioscopen.
In de jaren 80 en begin jaren 90 werd tweemaal geprobeerd de serie nieuw leven in te blazen. Voor de eerste poging stond een team-up gepland met de cast van de Incredible Hulk televisieserie. Dit was tevens onderdeel van het plan om meer televisiefilms te maken over team-ups van de Hulk met andere Marvel-stripfiguren. Dit plan moest worden opgegeven omdat acteur Bill Bixby overleed aan kanker. De tweede poging was het plan om een geheel nieuwe serie te maken. Dit werd uiteindelijk afgeblazen omdat de netwerken van Spider-Man een mutant wilden maken.

## Rolverdeling

### Vaste acteurs
- Nicholas Hammond als Spider-Man/Peter Parker
- Michael Pataki als Capt. Barbera
- Robert F. Simon als J. Jonah Jameson
- Ellen Bry als Julie Masters
- Chip Fields als Rita Conway
- Irene Tedrow als May Parker

### Gastoptredens
- Emil Farkas als Karate Thug (3 episodes)
- Erik Stern als Reporter #1 / Reporter #2 (3 episodes)
- Terrence E. McNally als Reporter #1 / Reporter #2 (2 episodes)
- JoAnna Cameron als Gale Hoffman (2 episodes)
- Michael Santiago als Body Guard (2 episodes)

## Afleveringen

### Seizoen 1
1. "The Amazing Spider-Man"
2. "Deadly Dust Part 1"
3. "Deadly Dust Part 2"
4. "The Curse of Rava"
5. "Night of The Clones"
6. "Escort To Danger"

### Seizoen 2
1. "The Captive Tower"
2. "A Matter of State"
3. "The Con Caper"
4. "The Kirkwood Haunting"
5. "Photo Finish"
6. "Wolfpack"
7. "The Chinese Web Part 1"
8. "The Chinese Web Part 2"